# يكة قصيرة الأوراق
اليوكا قصيرة الأوراق (بالإنجليزية: Joshua tree) نوع نباتي يتبع جنس اليوكا من الفصيلة الأغافية (باللاتينية: Agavaceae) لها عدة أسماء شائعة مثل شجرة جوشوا أونخيل اليوكا.

## تصنيف النبات
اسم شجرة الجوشوا أطلق من قبل مجموعة من المستوطنين المرمونيين الذين عبرو صحراء موجيف في منتصف القرن التاسع العشر.شكل الأشجار الفريد ذكر من قبل الكتاب المقدس بقصة يكون جوشوا يرفع يديه عالياً في السماء للدعاء.
المواشي والمحراثات كانت تنقل مع الهجرة المرمونية التي استخدمت الجذوع والفروع كسياج للماشية ومن أجل الوقود لمحركات البخار التي تعالج المعادن.يطلق على هذه الشجرة أيضاً حفار الصحراء (بالإسبانية"izote de desierto").كان أول شرح وتسمية رسمي في الكتب النباتية لها باسم يوكا قصيرة الأوراق من قبل جورج إنغلمان في عام1871 كجزء من بعثة جيولوجية ل100 دائرة طول أو لمسح دائري.

## العناية والنمو
شجرة الجوشوا تنمو بسرعة بمعدل 7.6سم(3إنش)بالسنة في أول عشر سنوات من الزراعة بعد ذلك تنمو بمعدل 3.8سم(1.5إنش)بالسنة.جذع الشجرة مكون من ألاف الألياف الصغيرة وفقدان لحلقات العمر مما يجعل من الصعب تحديد عمر الشجرة،هذه الشجرة لها نظام جذري عميق وواسع، مع احتمال أن تصل الجذور إلى عمق 11متر (36قدم)،تستطيع هذه الشجرة أن تصمد في المناطق الصحراوية والعيش لمئات السنين أو في بعض الأنواع العيش لألاف السنين. تصل أطوال الأشجار يوكا إلى 15متر(49قدم).تتكاثر اليوكا بالبذور عادة، لكن يمكن أن تتكاثر من ساق النبات من جذر أرض ينتشر حول شجرة اليوكا.
الأوراق دائمة الخضرة لونها أخضر داكن،مخططة، مسننة، طولها من15سم إلى 30سم وعرض 7-15 مم عند قاعدة الورقة، تستدق لتصل إلى نقطة حادة، محمولة بترتيب لولبي كثيف بقمة الساق.
الأزهار تظهر في فصل الربيع من فبراير إلى نهاية أبريل.
بعد الإزهار،الأشجار تلقح بواسطة فراشة اليوكا والتي تنشر غبار الطلع عندما تضع بيضها داخل الزهرة،يرقة القراشة تتغذى على بذور الشجرة، لكن يبقى بذور كافية لنمو المزيد من الأشجار.شجرة اليوكا تبقى حية حتى بعد تعطل المبيض بسبب وضع الكثير من البيض في مبيض النبات.

## التوزع والموطن
يوكا قصيرة الأوراق هي شجرة تنمو بالأصل في جنوب غرب الولايات المتحدة وشائعة أيضاً في غرب أريزونا وجنوب شرق كاليفورنيا وجنوب نيفادا وجنوب غرب يوتا،هذا الامتداد جغرافياً يدخل في صحراء موهافي

## مراجع

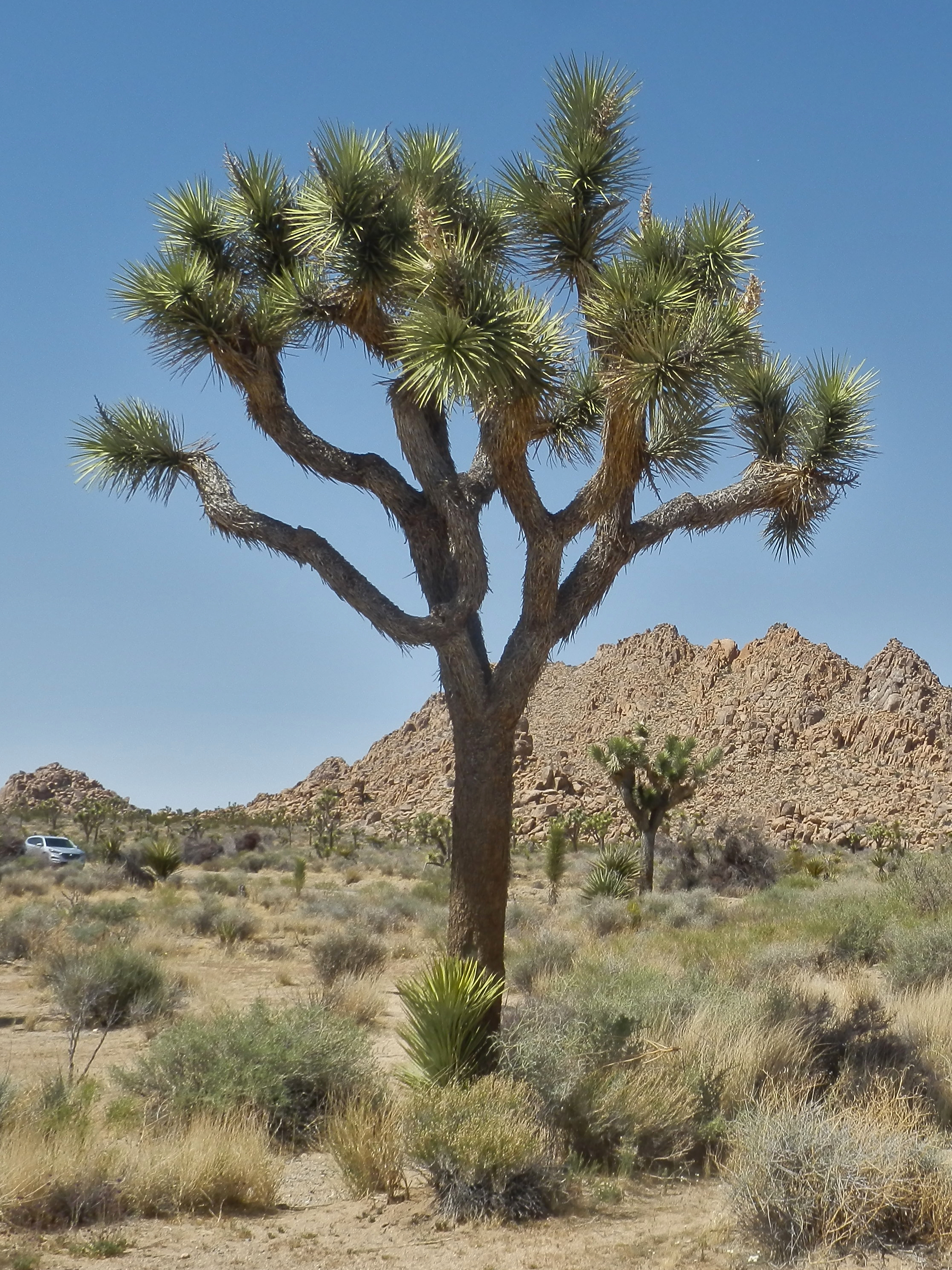
يوكا قصيرة الأوراق في أريزونا